# Алчевская, Христина Алексеевна
Христина Алексеевна Алчевская (укр. Христина Олексіївна Алчевська; 16 марта 1882, Харьков — 1 августа 1931, там же) — украинская поэтесса, прозаик, драматург, литературный критик, публицистка, переводчица и педагог конца ХІХ—начала XX столетия.

## Биография
Родилась в семье известного украинского предпринимателя и мецената А. К. Алчевского и его жены — педагога-просветителя Х. Д. Алчевской. Начальное образование получила в домашней школе, затем в харьковской Мариинской женской гимназии. Продолжила учёбу на высших педагогических курсах в Париже в 1900—1902 годах. Постоянной наставницей для неё всегда была мать Христина Даниловна, основавшая женскую воскресную школу в Харькове.
Начиная с 1905 года, Х. А. Алчевская занималась педагогической деятельностью. В это время она написала ряд произведений, сначала на русском, потом на украинском языке, в которых отразились настроения и чаяния демократической интеллигенции, осуждались социальное неравенство и национальный гнет.
Как и вся передовая молодёжь того времени, Христина увлекалась произведениями украинской, русской, других славянских и западноевропейских литератур. Незабываемым для молодой Алчевской стало личное знакомство с украинскими писателями: Михаилом Коцюбинским, Лесей Украинкой, Василием Стефаником, Михаилом Старицким.
При советской власти печаталась в газетах и журналах «Комунарка Украины», «Червоний шлях», «Всесвіт», «Зоря».

## Творчество
Самые первые стихотворения и рассказы на русском языке десятилетняя Христина поместила в рукописном журнале «Товарищ».
С 1902 года Х. А. Алчевская начала печататься в периодических изданиях, литературно-художественных альманахах. В 1907 году в Москве был издан первый сборник её произведений «Туга за сонцем», который положительно оценил Ивана Франко.
Стихи поэтессы публиковались почти во всех украинских периодических изданиях того времени: «Хлібороб», «Рідний край», «Громадська думка», «Літературно-науковий вісник» и др.
На протяжении 1907—1917 гг. в разных издательствах вышли 12 поэтических сборников Х. А. Алчевской («Туга за сонцем» (1907), «Сонце з-за хмар» (1910), «Пісня життя» (1910), «Вишневий цвіт» (1912), «Пісні серця і просторів», «Моєму краю» (1914), «Сльози», «Спомини» (1915), «Встань, сонце!», «Мандрівець», «Грёзы» (1916), «Пробудження» (1917)). Последний, двенадцатый сборник вышел в 1922 году в Калише (Польша). Из двенадцати её сборников только один, десятый «Грёзы», был издан на русском языке.
На формирование мировоззрения юной поэтессы оказали влияние встречи и беседы с Борисом Гринченко, Николаем Михновским, Николаем Вороным, Гнатом Хоткевичем, увлечение произведениями Тараса Шевченко, Ольги Кобылянской, более поздние контакты и переписка с Иваном Франко, Лесей Украинкой, Михаилом Коцюбинским, Павлом Грабовским, Василием Стефаником, Михаилом Павликом и другими прогрессивными украинскими писателями и общественными деятелями.
Всплеск творческих сил Христины Алчевской приходится на вторую половину 1920-х годов во время дружбы с французским писателем Анри Барбюсом. Под влиянием его творчества писательница создала драматические поэмы историко-революционной тематики: «Луїза Мішель» (1926) и «Загибель юнака» (1931).
Алчевская написала ряд литературно-критических статей, посвящённых творчеству Тараса Шевченко, Василия Стефаника, украинских и российских демократов конца XIX — начала XX в. («З поля двох письменств», «Майстри слова», «Пам’яті Шевченка», «Дух велетня», «Селянська дитина — Василь Стефаник» и др.)
Талантливая переводчица. Переводила с украинского на русский, французский, немецкий, польский и наоборот. Так, на украинский язык перевела стихи Пушкина, Кондратия Рылеева, Пьера-Жана Беранже, произведения Вольтера, Алексея Толстого, Николая Огарёва, Виктора Гюго, Жюля Верна. Особую ценность среди переводов имеют произведения Ивана Франко в переводах на русский язык, на французский язык — стихов Тараса Шевченко, Ивана Франко, Павла Тычины.
Активно занималась культурно-просветительской деятельностью. Была членом Украинского товарищества драматургов, композиторов и сценаристов.

### Сборники стихов
- «Туга за сонцем» (1907)
- «Сонце з-за хмар» (1910)
- «Пісня життя» (1910)
- «Моєму краю» (1914)
- «Пробудження» (1917)

## Память
В 1982 году в связи со 100-летием со дня рождения Х. А. Алчевской — в честь признания её заслуг и таланта ЮНЕСКО внесла её имя в календарь знаменательных дат.